# Deer Park Township, Illinois
Deer Park Township är en kommun (township) i LaSalle County i delstaten Illinois, USA.